# Massaker von Rainiai
Im Massaker von Rainiai (litauisch Rainių žudynės) ermordeten in der Nacht vom 24. zum 25. Juni 1941 Einheiten des sowjetischen Innenministeriums NKWD und der Roten Armee in einem Wald in der Nähe von Telšiai in Litauen zwischen 70 und 80 litauische politische Gefangene. Das Massaker von Rainiai ist wegen seiner Brutalität und extremen Folterungen eines der bekanntesten sowjetischen Massaker in Litauen.
Der ehemalige Präsident Litauens Vytautas Landsbergis forderte seinen Amtsnachfolger unter anderem aus diesem Grunde auf, die Siegesfeiern in Moskau im Jahre 2004 zu boykottieren.